# (9588) Quesnay
(9588) Quesnay est un astéroïde de la ceinture principale.

## Description
(9588) Quesnay est un astéroïde de la ceinture principale. Il fut découvert le 18 novembre 1990 à La Silla par Eric Walter Elst. Il présente une orbite caractérisée par un demi-grand axe de 2,59 UA, une excentricité de 0,21 et une inclinaison de 13,2° par rapport à l'écliptique.

## Compléments